# Ilha Grande do Gurupá
Die Ilha Grande do Gurupá ist die zweitgrößte Flussinsel des Amazonas nach Marajó. Die 4864 km² große Insel liegt im Delta des Amazonas kurz unterhalb dessen Zusammenfluss mit dem Rio Xingu rund 50 km westlich der Nachbarinsel Marajó und von dieser durch mehrere kleinere Flussinseln und -arme getrennt. Der Hauptort Itatupã liegt im Norden der Insel.
Gurupá gehört zur Provinz Pará.  